# Into the Gauntlet
Into the Gauntlet (Brasil: O Último Desafio ) é o último livro da série The 39 Clues. Foi escrito por Margaret Peterson Haddix e foi publicado nos Estados Unidos pela Scholastic, e no Brasil pela Editora Ática em 2011.  Foi um best-seller pelo The New York Times.

## Sinopse
OCinco continentes, quinze países. Foi longa a jornada de Amy e Dan em busca das 39 pistas que levam ao grande poder dos Cahill. Durante as poucas semanas em que percorreram o mundo, eles fizeram descobertas que mudaram suas vidas: sobre a família sobre os pais e sobre si mesmos. Agora na Inglaterra, os irmãos, na companhia da Au Pair Nellie, vão enfrentar seu último desafio. Guiados pela vida e obra de William Shakespeare, terão de fazer as escolhas certas para atingir seus objetivos, muito diferentes daqueles do início da corrida — e bem mais difíceis.